# Фантастична поезія
Спекулятивна поезія (лат. speculatio — спостереження) або фантастична поезія — поетичні роздуми, в яких істина відкривається не внаслідок досвіду, а шляхом роздумів та фантазування. Це найбільш непередбачуваний вид поезії, в якому часто виникають спірні питання, на які складно відповісти. Спекулятивний вид поезії виходить за будь-які описи і охоплює все, що можливо.
У 1981 році Ендрю Джорон (Andrew Joron) писав, що за останнє десятиліття в США «вдалося створити традицію, яка закріпила і визначила жанр» науково-фантастичної поезії

## Основні напрямки
- Фентезі — вірші про нереальне та неможливе.
- Горор — вірші-жахи.
- Утопія — вірші про не здійсненні мрії та наміри.
- Містика — вірші про потустороннє та невивчене.
- Фантастична апокаліптика та постапокаліптика — вірші з релігійно-фантастичним змістом, що далекі до змісту та ідей Біблії.

| Література | Це незавершена стаття про літературу. Ви можете допомогти проєкту, виправивши або дописавши її. |

1. ↑  Andrew Joron. Is This Poetry or Is It Science Fiction?. — 1981.